# George Racoveanu
George Racoveanu (n. 10 februarie 1900, Crăguești, Mehedinți, România – d. 1 mai 1967, Freising, Republica Federală Germania) a fost un ziarist și publicist de extremă dreapta și teolog ortodox român, care a activat în România și apoi, în exil, în Germania de Vest.

## Biografie
Gheorghe Racoveanu (cunoscut ulterior, în Germania, ca George Racoveanu) s-a născut în 1900 în satul Crăguești, azi în comuna Șișești județul Mehedinți. A studiat la seminarul teologic din Râmnicu Vâlcea și apoi la Facultatea de teologie a Universității din București, unde l-a cunoscut pe profesorul Nae Ionescu, care a avut o puternică influență asupra concepțiilor sale politice și filozofice.
George Racoveanu a colaborat în anii 1924-decembrie 1933, în 1938 și în octombrie 1940-ianuarie 1941, ca redactor la revista Cuvîntul, editată de Nae Ionescu. De asemenea, a fost cofondator al revistei „Predania” , revistă de critică teologică, apărută în anii 1935-36 la București, la care a colaborat și Nae Ionescu. După arestarea lui Nae Ionescu în decembrie 1933, în urma unui articol publicat în „Cuvântul”, Racoveanu s-a refugiat, timp de cinci luni în Mănăstirea Izbuc în Bihor, unde a fost ucenicul starețului Atanasie Popescu. 
În timpul guvernării național-legionare, Racoveanu a fost „consilier tehnic onorific" la Ministerul Educației Naționale, Cultelor și Artelor, fiind delegat cu conducerea „Direcției Cultelor”. 
În urma reprimării rebeliunii legionare din ianuarie 1941, s-a refugiat în Germania nazistă, unde între anii 1941-1944 a fost internat în condiții favorabile în lagărul de la Buchenwald, datorită apropierii de mișcarea legionară, care din ianuarie-februarie 1941 devenise ostracizată în România. 
Într-o conferință în seara zilei de 15 martie 1943, în fața grupului legionar Weimar-Buchenwald, Racoveanu a atacat atitudinea BOR: Căci, iată, dacă un ins singuratic a ucis, fără voie, ori în legitima lui apărare, Biserica îl oprește de la împărtășanie vreme de 10 ani de zile, ca ucigaș. Pe cei care ucid însă - cu bună știință - pentru salvarea comunității de destin, pentru salvarea nației, aceeași Biserică ecumenică îi oprește de la Împărtășanie vreme de 3 ani, ca pe niște necurați cu mâinile.
George Racoveanu a rămas în Germania după război.
În Germania de vest postbelică a dus o intensă activitate publicistică și publică, în domeniul cultural-teologic și în combaterea regimului comunist instalat în patrie. A publicat în două rânduri, anumite reviste pe teme creștine "Îndreptar – Foaie pentru gând și faptă românească – Anul I, Munchen, 1951, Germania de Vest ; publicație lunară (care a apărut timp de aproape trei ani) și, in 1962 - "Cuvântul în exil" 
A colaborat cu monseniorul Octavian Bârlea la traducerea, îndreptarea și publicarea mai multor scrieri bisericești și duhovnicești: Rânduiala creștinească – carte de rugăciuni, Apostolul, Evanghelia, și, neterminate: Psalmii [12], Liturghierul.
La Congresul Internațional de Studii al Societății Academice Române, ținut la Veneția în 1961, George Racoveanu a făcut o comunicare cu titlul: "Omenia și frumusețea cea dintâi", în care a argumentat că "omenia" se referă la o concepție unitară care cuprinde mai multe componente: ținerea cuvântului dat, iubirea de oaspeți, facerea de bine, mărinimia, spiritul dreptății, modestia, onoarea, înfrânarea, dispoziția de jertfă, umilința, credința în Dumnezeu.
A fost apreciat pentru verva polemică de către Mircea Eliade, care i-a fost prieten și a scris  despre George Racoveanu că a ostenit întru ale cărturăriei duhovnicești apreciindu-i textele somptuoase și totuși concise.

### Viața privată
Racoveanu nu a rămas călugăr, dar nu s-a căsătorit.
A decedat la Freising în Germania de Vest în 1967 și a fost înmormântat la cimitirul Waldfriedhof. Ceremonia a fost oficiată de preoții Vasile Boldeanu din Paris și Dumitru Emanoil, popă din Freiburg.

### Poziții politice
Racoveanu a fost foarte apropiat de Mișcarea legionară, pe care a admirat-o toată viața, așa cum a explicat oral și în scris: 
„Întâmplarea face să nu fiu legionar. Când le-am luat legionarilor apărarea (în 1933) nu cunoșteam dintre ei pe altul, fără numai pe preotul Duminică Ionescu. Le-am luat apărarea fiindcă li se făcea nedreptate grea. Apoi am cunoscut oamenii. Și, cu timpul, am înțeles ființa mișcării revoluționare a lui Corneliu Codreanu: cea mai profundă revoluție spirituală în viața poporului român, de la creștinarea lui încoace. (Vorbesc de revoluția lui Corneliu Codreanu, de el creată, de el condusă și controlată până în momentul în care acest control asupra ei a fost, prin „aparatul de Stat”, curmat”

## Publicații
Începând din 1930, Racoveanu a publicat circa o mie de articole și scrieri.
- Gravura în lemn la Mânăstirea Neamț, George Racoveanu, 1940, București, 60 planșe afară de text.
- Omenia și frumusețea cea dintâi (cu o prefață de Mircea Eliade), Editura Cuvântul, Freising, 1964, Germania[6]
- Despre ființa și existența Mișcării Legionare a lui Corneliu Codreanu, Freising, 1965
- Nae Ionescu – fapte și cuvinte
- Christentum und Moralische Aufrüstung, Editura Kurios, Freising
- In Terra Aliena, Editura „Cuvântul”, Germania, 1966 (?) – volum de articole politice în limba germană.
- Însemnări pentru istoria patriei
- Mișcarea Legionară și Biserica, Editura Armatolii, Cetatea Eternă, 1973.